# Dargida graminea
Dargida graminea är en fjärilsart som beskrevs av William Schaus 1894. Dargida graminea ingår i släktet Dargida och familjen nattflyn. Inga underarter finns listade i Catalogue of Life.